# Bleskensgraaf en Hofwegen
Bleskensgraaf en Hofwegen est une ancienne commune néerlandaise de la province de la Hollande-Méridionale.
La commune a été créée le 1er septembre 1855 par la fusion de Bleskensgraaf et de Hofwegen. Le 1er mai 1986, la commune de Bleskensgraaf en Hofwegen a fusionné avec les communes de Brandwijk, Goudriaan, Molenaarsgraaf, Ottoland, Oud-Alblas et Wijngaarden, pour former l' (ancienne) commune de Graafstroom.